# Estação Congreso
A Estação Congreso é uma das estações do Metro de Buenos Aires, situada em Buenos Aires, entre a Estação Sáenz Peña e a Estação Pasco. Faz parte da Linha A.
Foi inaugurada em 01 de dezembro de 1913. Localiza-se no cruzamento da Avenida Rivadavia com a Avenida Callao e a Avenida Entre Ríos. Atende os bairros de Balvanera, Monserrat e San Nicolás.
Nas imediações da estação se encontra o Congresso da Nação Argentina, a Biblioteca do Congresso e a Praça dos Congreso.
Em 1997 esta estação foi declarada monumento histórico nacional.